# Maça amb cadenes
La maça amb cadenes és una arma de combat cos a cos que deriva d'una eina agrícola. El mànec s'uneix a la part d'atac de l'arma a partir d'una cadena o cordó flexible. Tot i ser habitualment representat com un tret comú de la guerra de l'Europa medieval, només una quantitat limitada d'evidència històrica n'hi ha del seu ús a Europa durant aquesta època. Una eina de dues mans d'origen agrícola s'utilitzava com a arma de guerra a Alemanya i l'Europa Central en la tardana edat mitjana. Aquesta arma es compon d'una barra de metall amb frontisses connectades a un eix més llarg (vegeu la il·lustració, a la dreta). El terme japonès per l'equivalent de la porra amb cadenes i bola és "rentsuru", mentre que el nom de la versió en xinesa es tradueix clarament com martell meteor.